# Gare de Yinchuan
La gare de Yinchuan (chinois simplifié : 银川站 ; pinyin : yínchuān zhàn) est une gare située dans le district de Jinfeng, dans le centre urbain de Yinchuan, la capitale de la région autonome hui du Ningxia.